# قبيلة الحوثي
قبيلة الحوثي قبيلة عربية هاشمية مسلمة تقيم في شمال اليمن. ترجع القبيلة بنسبها إلى حوث بن الحارث. القبيلة تعيش في مناطق عمران وصعده وجاءت تسمية مديرية حوث نسبتا لها.